# Kakóvatos
Kakóvatos  (en grec moderne : Κακόβατος) est un village du dème de Zacháro, en Élide, en Grèce.

## Géographie
Le village est situé un  peu en retrait de la côte de la mer Ionienne.
La zone côtière de Kakóvatos est inondable, elle est séparée de la mer par un fragile cordon dunaire. La partie nord de la zone littorale fait partie d'un site classé Natura 2000. 

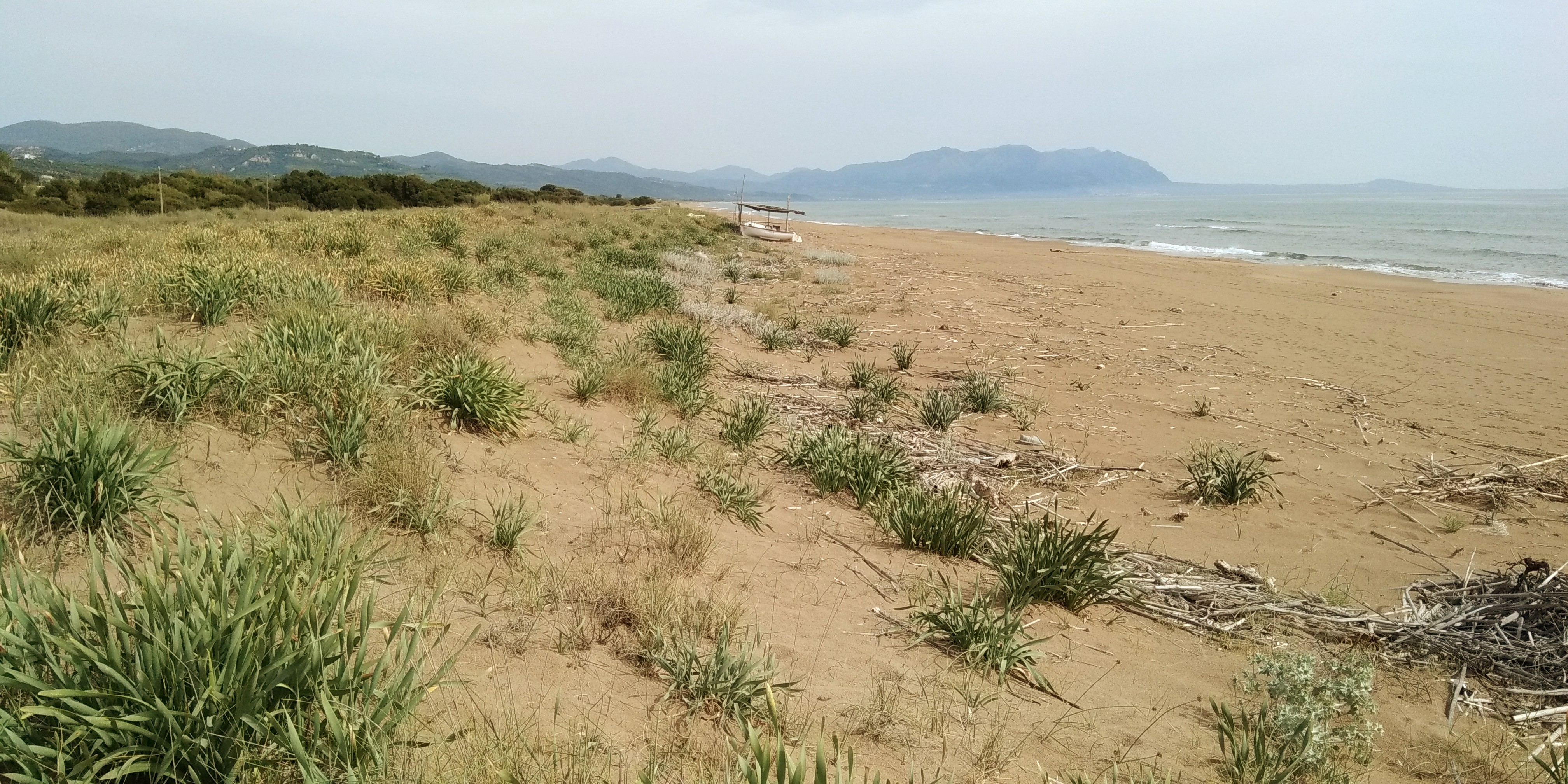
Cordon dunaire à Pancratium maritimum au sud de la plage de Kakóvatos.
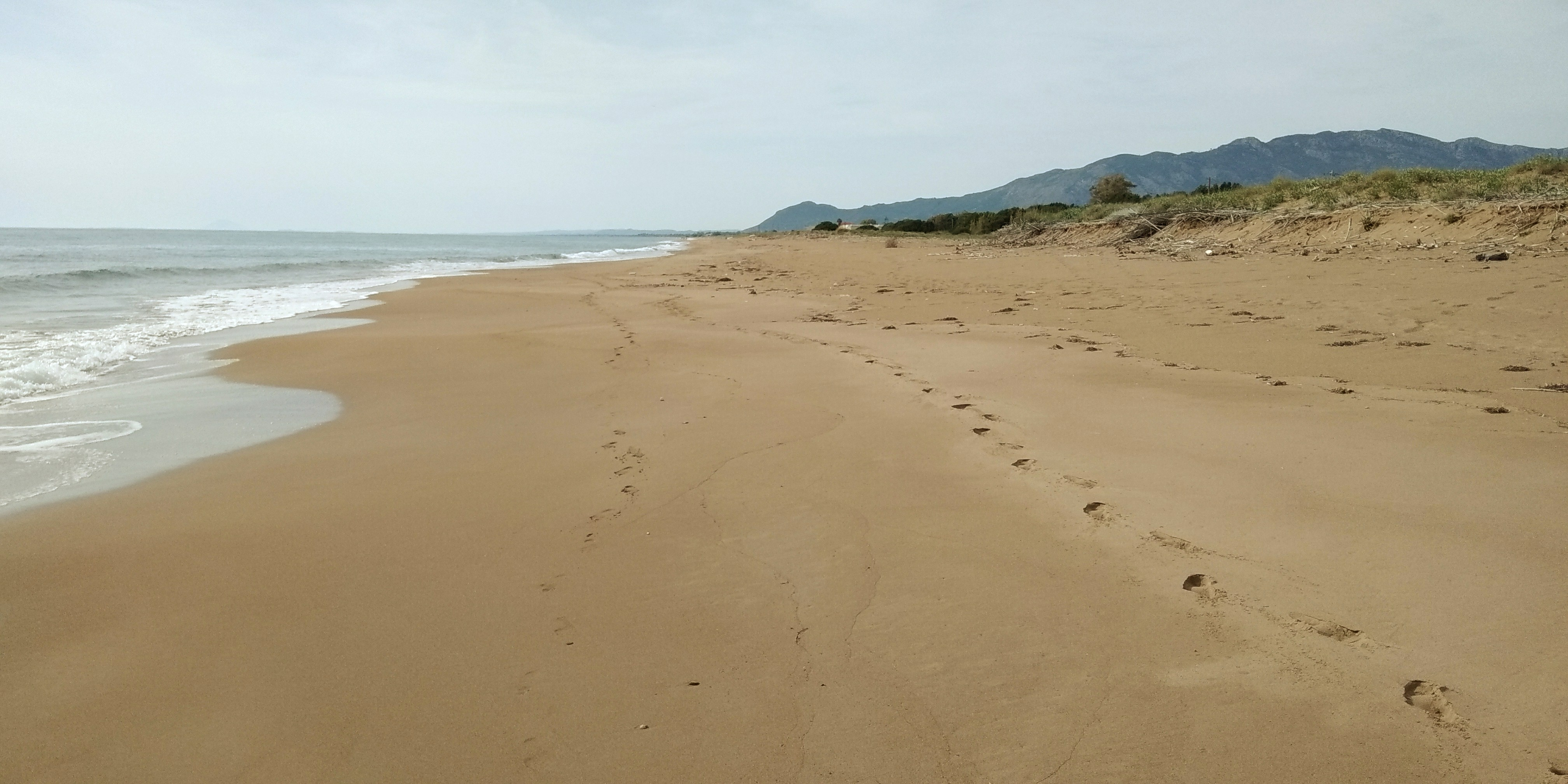
Cordon dunaire érodé au nord de Kakóvatos